# Quararibea guianensis
Quararibea guianensis är en malvaväxtart som beskrevs av Jean Baptiste Christophe Fusée Aublet. Quararibea guianensis ingår i släktet Quararibea och familjen malvaväxter. Inga underarter finns listade i Catalogue of Life.